# Silicon Integrated Systems
Silicon Integrated Systems (SiS) (en chino tradicional, 矽統科技) (TSE: 2363) es una empresa encargada de fabricar chipsets, placas base y otros componentes integrados, fundada en 1987 en el Hsinchu Science and Industrial Park, Hsinchu, Taiwán.

## Negocios
A finales de los años 90, SiS tomó la decisión de invertir en sus propias instalaciones de fabricación de chips. A finales de 1999, SiS adquirió Rise Technology y su tecnología del núcleo x86 fallido mP6.

## Chipsets para placas base
Uno de los chipsets más famosos creados por SiS fue el chipset 496/497 el cual soportaba el bus PCI además de los antiguos ISA y VLB. Las placas base que usaban este chipset y estaban equipadas con CPU como el Intel 80486DX4, AMD 5x86 o Cyrix Cx5x86 tenían un rendimiento y compatibilidad comparable con los primeros sistemas Intel Pentium además de un precio menor.
Después de su éxito tardío, SiS continuó posicionándose como un productor de chipsets a precios económicos. La compañía hizo hincapié en una alta integración para minimizar los costes en la implementación de sus soluciones. Como tal, los SiS one-chip para placas base que incluían vídeo integrado, como los SiS 5596, SiS 5598 y SiS 530 basados en Socket 7 junto con SiS 620 basado en el Slot 1. Estos fueron algunos de los primeros chipsets para PC con alta integración. Ellos permitieron que soluciones completas pudieran ser construidas con solo una placa base, memoria RAM y una CPU.

### Socket7

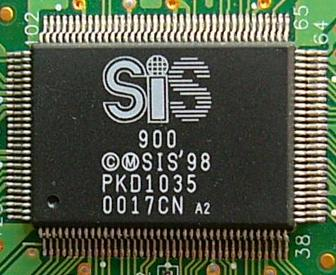
Chip LAN SiS900.

El SiS 530 (Sindbad) con SiS5595 southbridge soporta Socket 7, hasta 1.5GB de SDRAM, una frecuencia de bus desde 66 MHz a 124 MHz y puede tener desde 2 a 8 MiB de memoria compartida para un controlador de gráficos 2D/3D integrado AGP SiS 6306. Incluye el controlador IDE integrado UDMA66. Las placas base que usan el SiS 530 fueron posicionadas como plataformas económicas para oficina y comparables a menudo con los chips de bajo costo utilizados por los competidores de Intel, tales como el AMD K6 o el Cyrix 6x86. El controlador gráfico tenía Direct3D 6.0 y soportaba OpenGL, aunque fue un producto de muy bajo rendimiento para la aceleración 3D.
SiS 540 (Spartan) integra el controlador gráfico SiS 300.

### Socket 370, Slot 1
- SiS 600 / SiS 5595
- SiS 620 / SiS 5595
- SiS 630 - Incluye northbridge y southbridge (SiS 960) y controlador de gráficos 2D/3D (SiS 305).
- SiS 633
- SiS 635

### Socket 478
SiS y ALi fueron las únicas dos compañías que inicialmente consiguieron licencias para producir chipsets de terceras partes para Pentium 4. SiS desarrolló el chipset 648 con esta licencia.
- SiS 672 (Integrated Graphics Processor)
- SiS 640 (Integrated Graphics Processor)
- SiS 645
- SiS 645DX
- SiS 648
- SiS 648FX
- SiS 650 (IGP)
- SiS 651 (IGP)
- SiS 652 (IGP)
- SiS 655
- SiS 655FX
- SiS 655TX
- SiS 661FX
- SiS 661GX
- SiS R658 (Rambus)

### Socket A (Socket 462), Slot A
- SiS 730
- SiS 733
- SiS 735
- SiS 740/SiS 961
- SiS 741/SiS 964
- SiS 745
- SiS 746
- SiS 746FX
- SiS 748

### Socket 775
- SiS 649
- SiS 655 (AGP chipset)
- SiS 656
- SiS 661
- SiS 662 (IGP)
- SiS 671
- SiS 672

### Socket 940, 754
- SiS 755/SiS 964
- SiS 760/SiS 964

### Socket 939, AM2
- SiS 756/SiS 965L

SiS creó un chipset multimedia para la Xbox 360.

## Chipsets gráficos
- SiS 6201
- SiS 6202
- SiS 6205
- SiS 6215
- SiS 6225
- SiS 6326
- SiS 300
- SiS 301
- SiS 305
- SiS 315
- SiS 320 (Xabre 80)
- SiS 326
- SiS 330 (Mirage IGP)
- SiS 340 (Xabre 200)
- SiS 360 (Xabre 400)
- SiS 380 (Xabre 600)
- SiS661FX
- SiSM672, salida dual (salida primaria máximo [1280x800, salida secundaria máximo 800x600)
- SiSM672FX
- SiS671
- SiS671FX
- SiS671DX
- SiSM671MX
- SiS968

Algunas tarjetas contienen un acelerador de gráficos 3D pero solo es funcional con los drivers propietarios exclusivos para Windows de SiS. La compañía no proporciona documentación para que puedan ser escritos otros drivers. Sin embargo, El núcleo Linux incluye un driver de terceras partes funcional, aunque no soporta 3D para videojuegos, permite que las tarjetas gráficas sean usadas en Linux.